# Vălișoara, Mureș
Vălișoara este un sat în comuna Sânger din județul Mureș, Transilvania, România.